# Della Vittoria (quartiere)

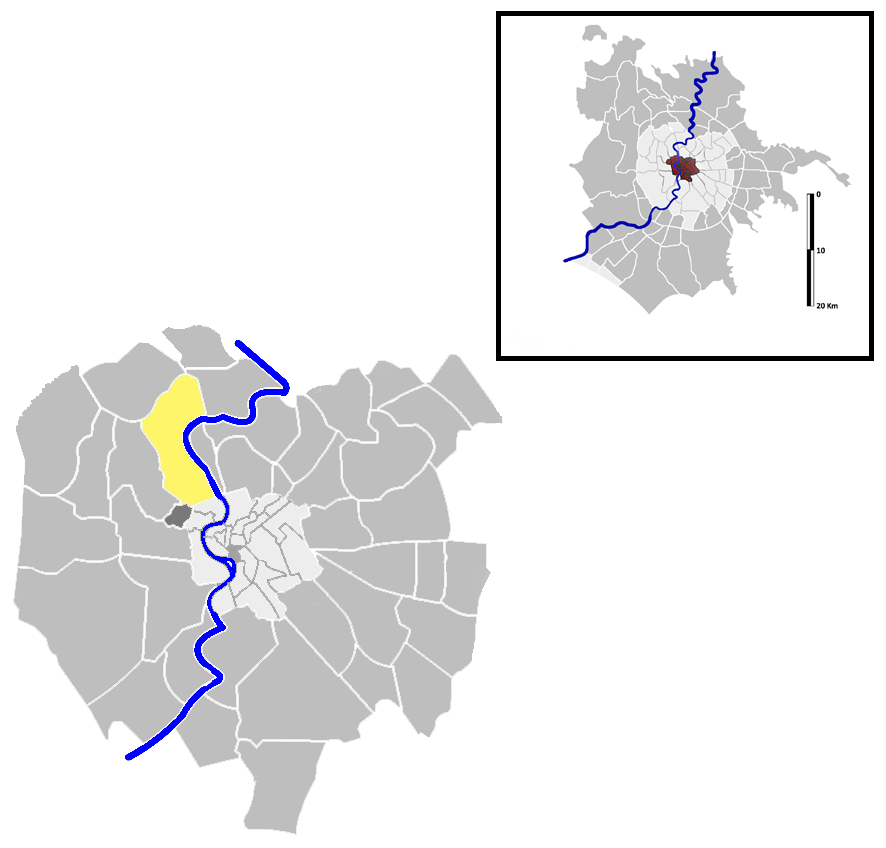
Quartiere Della Vittoria

Della Vittoria é o décimo-quinto quartiere de Roma e normalmente indicado como Q. XV. Este mesmo topônimo indica a zona urbana 17B do Municipio I da região metropolitana de Roma Capitale. Seu nome é uma referência à vitória italiana na Primeira Guerra Mundial. 

## Geografia

Brasão do Quartiere Della Vittoria.

O quartiere Della Vittoria fica na região norte da cidade, encostado na Muralha Aureliana e no rio Tibre. Suas fronteiras são:
- a nordeste está o subúrbio Della Vittoria, separado pela Via Igea inteira e pela Via della Camilluccia, da Via Trionfale até a via Cassia</ref>.
- a leste estão os quartieres Q. XVIII Tor di Quinto, separato pela Via Cassia, da Via della Camilluccia até a Ponte Milvio, e o Q. I Flaminio, separado pelo rio, da Ponte Milvio até a Ponte Matteotti.
- ao sul está o rione Prati, separado pela Viale delle Milizie inteira, do Lungotevere Michelangelo até a Via Trionfale.
- a oeste está o Q. XIV Trionfale, separado pela Via Trionfale, da Viale delle Milizie até a Via Igea.

A zona urbana tem as seguintes fronteiras:
- a nordeste está a zona 20X Foro Italico.
- a leste está a zona 2C Flaminio.
- ao sul está a zona 1C Prati.
- a sudoeste está a zona 17C Eroi.
- a oeste está a zona 19A Medaglie d'Oro.

## História
Trionfale estava entre os quinze primeiros quartieri criados em 1911 e oficialmente instituídos em 1921. Seu nome original era Milvio, mas ele foi rebatizado em 1935, durante o regime fascista, como Della Vittoria para homenagear a participação italiana na Primeira Guerra Mundial. Antes da urbanização da região, a área era utilizada para exercícios militares e, por isso, era conhecida também como Piazza d'Armi.
O quartiere foi urbanizado no contexto do plano diretor (em italiano:  Piano Regolatore) geral elaborado em 1909 sob o comando do urbanista alemão Joseph Stubben. Como o terreno era propriedade do estado, não ocorreu ali a especulação imobiliária que se viu em outros bairros urbanizados na mesma época, como no vizinho rione Prati. Foi estabelecido para a região um princípio sob o qual aos novos prédios de até 24 metros deveriam se alternar pequenos villinos de dois ou três pisos com jardim. As primeiras residências foram as construídas pelo Istituto Case Popolari entre a Via Sabotino e a Via Monte Nero: quatorze pequenos edifícios demolidos na década de 1960. Além disto, são muito característicos e originais o aspecto arquitetural dos vários villinos no Lungotevere (a margem do rio), que tem em comum uma releitura de estilos renascentista e barroco, que segue o gosto da época (1909-1914).
Em 1938, no auge do regime fascista, o quartiere foi novamente rebatizado, desta vez como "Delle Vitorie", uma referência à conquista da Etiópia, mas o ato foi desfeito logo depois da Segunda Guerra Mundial (1945).

### Brasão
A descrição oficial do brasão de Della Vittoria é: de argento um monte encimado pelo lábaro de Constantino.

## Vias e monumentos
- Fontana di piazza Mazzini
- Monte Mario
- Ponte Duca d'Aosta
- Ponte Giacomo Matteotti
- Ponte della Musica-Armando Trovajoli
- Ponte del Risorgimento
- Riserva naturale di Monte Mario

### Antiguidades romanas
- Ponte Milvio

## Edifícios

### Palácios evillas
- Casali Strozzi[4]
- Palazzo della Farnesina
- Palazzo della Corte dei Conti (Viale Mazzini)
- Palazzina San Maurizio[5]
- Stadio dei Marmi
- Stadio del Nuoto
- Stadio Olimpico
- Villa Madama
- Villa Mazzanti
- Villa Mellini
- Villa Stuart

### Outros edifícios
- Casa delle Armi o Accademia della Scherma[6]
- Cimitero Militare Francese
- Città Giudiziaria di Roma
- Convitto nazionale Vittorio Emanuele II
- Foro Italico
- Forte Monte Mario
- Liceo ginnasio statale Terenzio Mamiani[7]
- Museo Astronomico e Copernicano
- Museo storico dell'Arma del genio
- Stadio della Farnesina
- Teatro delle Vittorie
- Teatro Manzoni
- Università degli Studi di Roma Foro Italico

### Igrejas
- Santa Chiara a Vigna Clara
- San Filippo Neri di Villa Cidonio
- Santa Giovanna Antida Thouret delle Suore della Carità
- Gran Madre di Dio
- San Lazzaro dei Lebbrosi
- Santa Lucia a Piazza d'Armi
- Santa Maria Regina Apostolorum
- Santa Maria Mater Dei
- Santa Maria del Rosario a Monte Mario
- Sacro Cuore di Cristo Re

Desconsagradas
- Madonna del Buon Consiglio a Via della Camilluccia